# 最先端
最先端（さいせんたん、英: state of the art, or leading edge）とは、装置、技術、科学分野などの一般的な発展において、ある特定の時期に達成された最高レベルをいう。しかし、文脈によっては、当時一般的に用いられていた方法の結果として、任意の特定の時期に達成された開発のレベルを指すこともある。
この用語は1910年以来使われており、広告やマーケティングにおいて一般的な言葉であると同時に、特許法および不法行為責任において法的に重要な意味を持つ言葉となっている。
広告では、製品が可能な限り最高または最新の技術で作られていることを伝えるためにこの言葉がよく使用されるが、『「最先端」という言葉は、単なる誇張 (en:英語版) された宣伝とみなされるため、広告主の側にほとんど証明を必要としない』と指摘されている。特許法におけるこの用語の使用は『広告文案者がこの用語に帰するような最上級の品質どころか、優位性を意味するものでもない。』

## 起源と歴史
「最先端」というの概念の起源は、20世紀初頭までさかのぼる。オックスフォード英語辞典に記載された「state of the art」の最古の使用例は1910年にさかのぼり、ペンシルベニア大学工学部卒（1876年）のHenry Harrison Suplee（1856 – 1943年以降）による『ガスタービン：燃焼ガスによって作動するタービンの設計と建設における進歩』と題された技術マニュアルから引用されている。該当箇所は次の通りである:『In the present state of the art this is all that can be done（訳: 現在の技術では、これができることのすべてである）』。この「art」という言葉は、技術のことを指し、芸能や美術ではない
時の経過とともに、この種の技術が重要な役割を果たす全ての分野で、この用語が使われるようになった。関連して『18世紀の作家はこの言葉を使わなかったが、実際には、当時の最先端として特定できるような科学的および工学的知識と専門的技術が存在していた』という著者の言葉が引用されている。
「業界の先を行く技術を伝えてはいない」という実際の意味にもかかわらず、この言葉は広告で広く使われるようになり、1985年の記事では「乱用」と評され、『迫力がなく、実際には嘘のように聞こえる』と述べている。1994年の評論では、広告で避けるべき『代わり映えのない決まり文句』の中に挙げられている。

## 法的重要性

### 特許法
欧州特許制度およびオーストラリア特許法の文脈では、「最先端（state of the art）」という用語は、新規性および進歩性を評価し、主張する過程で使用される概念であり、「先行技術（prior art）」という用語と同義語である。欧州特許条約（EPC）EPC第54条(2)では、『欧州特許の出願日前に、書面もしくは口頭による説明、使用またはその他のあらゆる方法によって、公衆に利用可能となったすべてのものは「最先端」を構成する』と規定されている。EPC第54条(3)も十分に考慮されるべきだが、単に新規性の審査が目的である。
また、「背景技術（background art）」という用語は、EPC第42条(1)(b)および(c)（旧規則のEPC第27条(1)(b)および(c)）などの特定の法的規定でも使用されており、同じ意味を持っている。

### 不法行為責任
「最先端」は、不法行為責任の法律、特に過失責任と製造物責任の分野において重要である。過失に関しては、『技術者は、その専門性の基準と最先端を満たしていることを主張することにより、過失の主張から弁護することができる』とされている。製造物責任に関しては、製造者は一般に、製品の欠陥によって引き起こされたあらゆる損害に対して厳格責任（strict liability）を負う。しかし、法域によっては、製造者は、その製品が「最先端」であり、その時点で入手可能な知識に照らして、その製品をより安全にすることができなかったと主張する法的防御として提起することができる。たとえば、『ドイツ法の下では、製造者は「最先端」の抗弁を提起することもできる。一般不法行為法は、過失がないために欠陥を知ることも発見することもできなかった場合、生産者は責任を問われない、製造物責任法はこの抗弁について明示的に定めている』。この抗弁は、製造物責任指令の第7条(e)に基づき、欧州経済共同体全域で利用可能である。この条文によれば：
米国では、「最先端」とは『制御要因というよりは、単に相当な注意を払ったことの証拠に過ぎない』が、多くの州では『製造者が技術的実現可能性を順守することを、製造物責任訴訟に対する絶対的抗弁とする』という「最新技術」に関する法令を制定している。「最先端」の進歩が進むにつれ、製造者が自社製品が「最先端」であると主張できるようになり、その製品に欠陥があった場合の潜在的な責任を追及することができるようになる。1984年に、ある業界誌は次のように解説した：